# Горобець на льоду
«Горобець на льоду» (рос. «Воробей на льду») — радянський комедійний художній фільм 1983 року режисера Валентина Ховенко.

## Сюжет
Саша Воробйов, піднявшись до світанку і ухилившись від тапка, запущеного братом, що прокинувся, в будильник, витягнувши з теплого будинку сусіда Дімку, незважаючи на небажання останнього, на електричці відправляється в місто на відбір в хокейну команду. Саша мріє стати професійним хокеїстом, компенсуючи відсутність вродженого таланту і фізичних даних терпінням і завзятістю…

## У ролях
- Владислав Галліулін — Саша Воробйов
- Олег Потапов — Діма Сергейчик
- Вітаутас Томкус — Костянтин Петрович Морозов, тренер
- Леонід Ярмольник — вчитель музики
- Анастасія Іванова — вчителька російської мови і літератури
- Євгенія Ханаєва — капітан міліції
- Максим Пучков — старший брат Саші
- Олена Корольова — мама Саші
- Оксана Павловська — Катя Морозова, дочка тренера
- Віра Орлова — вахтерка Тетяна Іванівна
- Анатолій Баранцев — Іван Дмитрович, директор спортшколи
- В'ячеслав Войнаровський — товстун
- Вадим Александров — епізод
- Сергій Клигін — гра на ударних в епізоді
- Валентина Клягіна — дівчина в окулярах з ванною і портфелем

## Знімальна група
- Автор сценарію та режисер-постановник: Валентин Ховенко
- Оператор-постановник: Микола Пучков
- Художники-постановники: Олег Краморенко, Віктор Сафронов
- Композитор: Сергій Беринський